# Stactobia gloin
Stactobia gloin är en nattsländeart som beskrevs av Schmid 1983. Stactobia gloin ingår i släktet Stactobia och familjen smånattsländor. Inga underarter finns listade i Catalogue of Life.